# Spaltenmoor
Koordinaten: 51° 41′ 40″ N, 11° 4′ 1″ O
Das Spaltenmoor ist ein Naturschutzgebiet in der Stadt Quedlinburg im Landkreis Harz in Sachsen-Anhalt.
Das Naturschutzgebiet mit dem Kennzeichen NSG 0067 ist 80,65 Hektar groß. Es ist deckungsgleich mit dem FFH-Gebiet „Spaltenmoor östlich Friedrichsbrunn“ und Bestandteil des EU-Vogelschutzgebietes „Nördlicher Unterharz“. Das Naturschutzgebiet ist vollständig vom Landschaftsschutzgebiet „Harz und Vorländer“ umgeben. Das Gebiet steht seit dem 1. Mai 1961, zunächst unter dem Namen „Hochmoore Gernrode“, unter Schutz und wurde mit Beschluss vom 17. März 1983 um rund 55 Hektar erweitert. Seitdem heißt das Naturschutzgebiet „Spaltenmoor“. Zuständige untere Naturschutzbehörde ist der Landkreis Harz.
Das Naturschutzgebiet liegt nordöstlich des Thaler Ortsteils Friedrichsbrunn auf dem Ramberg im Naturpark Harz/Sachsen-Anhalt. Es stellt verschiedene Waldgesellschaften unter Schutz. Auf Plateauflächen und flachgründigen Hängen stocken Hainsimsen-Rotbuchenwälder mit Traubeneichen, die hier einen ihrer höchsten natürlichen Vorkommen im Harz erreichen. Die Krautschicht wird u. a. von Siebenstern und Harzer Labkraut gebildet. Auf in nördliche Richtungen exponierten Hanglagen stocken überwiegend Waldmeister-Buchenwälder mit Zwiebelzahnwurz, Quirlweißwurz und verschiedenen Farnen. Die Unterhänge werden von Buchenwäldern mit Bergahorn eingenommen, an die sich auf mittel- bis tiefgründigen Torfböden in der Quellmulde eines Baches Vergißmeinnicht-Erlenbruchwaldgesellschaften anschließen. In dieser im Harz seltenen Waldform dominiert die Schwarzerle. Die Krautschicht wird von Ufersegge, Wolligem Reitgras, Wechselblättrigem Milzkraut und Hainvergißmeinnicht gebildet. Auf weniger nassen Standorten stockt Erlenbruchwald mit Wolligem Reitgras, Siebenstern und Waldsauerklee.
Das Naturschutzgebiet ist u. a. Brutgebiet für Schwarzspecht, Waldschnepfe und Schwarzstorch. Auch die Haselmaus ist hier heimisch. Eine 43,05 Hektar große Fläche des Naturschutzgebietes ist als Totalreservat einer natürlichen Entwicklung überlassen.